# Rożki 2
Rożki 2 (biał. Ражкі 2; ros. Рожки 2), Rożki II, Rożki Małe – wieś na Białorusi, w obwodzie grodzieńskim, w rejonie świsłockim, w sielsowiecie Świsłocz.
W dwudziestoleciu międzywojennym miejscowość leżała w Polsce, w województwie białostockim, w powiecie wołkowyskim, w gminie Świsłocz. 16 października 1933 utworzono gromadę Rożki w gminie Świsłocz. Po II wojnie światowej weszła w struktury ZSRR.